# Fiat G.12
Fiat G.12 – włoski samolot pasażerski i transportowy produkowanym w koncernie FIAT-a w latach 40. XX wieku.

## Historia
Fiat G.12 został zaprojektowany przez inż. Giuseppe Gabrielliego z koncernu Fiat jako pasażerski dolnopłat przystosowany do przewozu 14 osób w modnej wówczas konfiguracji napędu trzema silnikami. Prototyp został oblatany 15 października 1940 roku. Jako G.12C (od civile) latał w barwach Avio Linee Italiane na trasie z Mediolanu przez Wenecję i Wiedeń do Budapesztu. Dobre osiągi maszyny skłoniły konstruktorów Fiata do opracowanie wariantu wojskowego G.12T dla transportu 22 żołnierzy z wyposażeniem. Wersja ta powstała w maju 1941 roku.
Zapotrzebowanie na samoloty transportowe dalekiego zasięgu dla obsługi włoskich posiadłości w Afryce Wschodniej spowodowało powstanie wersji G.12 Gondar, a następnie trzech egzemplarzy G.12GA, wyposażonych w dodatkowe zbiorniki paliwa. Na przełomie 1942 i 1943 roku zbudowano jeszcze 2 prototypy oznaczone G.12 RT i G.12RT bis o zasięgu odpowiednio 8000 km i 9000 km, w założeniu przeznaczone do komunikacji pomiędzy Włochami a Japonią.
Produkcja G.12 była kontynuowana po zakończeniu II wojny światowej, zarówno na potrzeby lotnictwa wojskowego, jak i cywilnego, w wersjach G.12CA, G.12L i G.12LP z różnymi silnikami i wyposażeniem. Ogółem, do 1950 roku zbudowano 104 samoloty Fiat G.12.
Powojennym wariantem rozwojowym był samolot Fiat G.212, ostatni trójsilnikowy płatowiec budowany we Włoszech.

## Użycie
Głównym wojennym wariantem transportowym był Fiat G.12T (transporto), zbudowany w liczbie około 50 egzemplarzy. Samoloty te, działające w składzie 36° i 46° Stormo Transporto oraz 3° Gruppo Transporto, obsługiwały głównie przewóz wojsk i materiałów pomiędzy Europą a włoskimi posiadłościami w Afryce. Po kapitulacji Włoch w 1943 roku pozostałe egzemplarze służyły po obu stronach frontu, zarówno w lotnictwie RSI, jak i we Włoskich Lotniczych Siłach Współwalczących. Kilka egzemplarzy zostało przejętych przez Luftwaffe i lotnictwo wojskowe Węgier, gdzie były wykorzystywane głównie do transportu spadochroniarzy.
Po zakończeniu wojny ocalałe egzemplarze i nowo budowane warianty były użytkowane przez Włoskie Siły Powietrzne jako samoloty transportowe i dyspozycyjne. Wersje cywilne służyły jako pasażerskie w liniach lotniczych Alitalia.

## Konstrukcja
Samolot Fiat G.12 był trójsilnikowym dolnopłatem konstrukcji metalowej, krytej blachą i częściowo płótnem. Miał klasyczne podwozie z kółkiem ogonowym, chowane w locie. Kadłub o dużym przekroju mieścił kabinę pasażerską dla 14 osób w wariancie cywilnym lub do 22 żołnierzy z ekwipunkiem w wersji wojskowej. Istniała możliwość montażu dwóch karabinów maszynowych do samoobrony w bocznych okienkach kadłuba.
Samolot ten miał 1 katastrofę w 1949 roku